# Allobates juanii
Allobates juanii (Morales, 1994) è un anfibio anuro appartenente alla famiglia degli Aromobatidi.

## Etimologia
L'epiteto specifico è stato dato in onore di Juan Arturo Rivero.

## Distribuzione e habitat
Questa specie è conosciuta solo dall'area della località tipica, Villavicencio, ai piedi della regione Orinoco, Dipartimento di Meta, Colombia, a 580 m slm, dove si verifica in un unico giardino botanico circondato da una vasta area urbana.